# Resseliella lavandulae
Resseliella lavandulae är en tvåvingeart som först beskrevs av Barnes 1953.  Resseliella lavandulae ingår i släktet Resseliella och familjen gallmyggor.
Artens utbredningsområde är Frankrike. Inga underarter finns listade i Catalogue of Life.